# نیکشا دوبود
نیکشا دوبود (انگلیسی: Nikša Dobud؛ زادهٔ ۵ اوت ۱۹۸۵) بازیکن واترپلو اهل کرواسی است.
وی در مسابقات کشوری و بین‌المللی در مجموع برندهٔ ۴ مدال طلا، ۲ مدال نقره، ۵ مدال برنز شده‌است.